# American Scientist
American Scientist (informalmente abbreviato AmSci) è una rivista bimestrale Americana di science e tecnologia, pubblicata fin dal 1913 da Sigma Xi, The Scientific Research Society. Dall'inizio degli anni 2000 la direzione della rivista si trova a New Haven, nel Connecticut. Ogni numero contiene articoli scritti da eminenti scienziati e ingegneri che esaminano ricerche nei campi che vanno dalla biologia molecolare all'ingegneria dei computer.
Ogni numero comprende anche il lavoro di cartonisti, tra cui quelli di Sidney Harris, Benita Epstein e Mark Heath. Comprende anche il Scientists' Nightstand, che recensisce una vasta gamma di libri e romanzi relativi alla scienza.
La sua versione sul web, American Scientist Online (ISSN 1545-2786) è stata "lanciata" nel maggio 2003.